# Passive Me, Aggressive You
Passive Me, Aggressive You — дебютный полноформатный студийный альбом новозеландской группы альтернативного рока The Naked and Famous, вышел в 2010 году в Новой Зеландии.

## Список композиций
Слова и музыка всех песен — Thom Powers, Alisa Xayalith, Aaron Short.
| №                   | Название                    | Длительность |
| ------------------- | --------------------------- | ------------ |
| 1.                  | «All of This»               | 3:55         |
| 2.                  | «Punching in a Dream»       | 3:58         |
| 3.                  | «Frayed»                    | 3:46         |
| 4.                  | «The Source»                | 0:48         |
| 5.                  | «The Sun»                   | 3:56         |
| 6.                  | «Eyes»                      | 4:43         |
| 7.                  | «Young Blood»               | 4:06         |
| 8.                  | «No Way»                    | 5:29         |
| 9.                  | «Spank»                     | 4:10         |
| 10.                 | «Jilted Lovers»             | 3:15         |
| 11.                 | «A Wolf in Geek's Clothing» | 3:14         |
| 12.                 | «The Ends»                  | 1:49         |
| 13.                 | «Girls Like You»            | 6:04         |
| Общая длительность: | Общая длительность:         | 49:15        |

| Оценки критиков        | Оценки критиков |
| Источник               | Оценка          |
| ---------------------- | --------------- |
| Allmusic               | [ 1 ]           |
| BBC Music              | (смешанная)     |
| The Dominion Post      | [ 3 ]           |
| NME                    | 8/10            |
| The New Zealand Herald | [ 5 ]           |
| Otago Daily Times      | [ 6 ]           |
| The Nelson Mail        | [ 7 ]           |

## Синглы
Первый сингл из альбома «All Of This» вышел 16 Ноября 2009 года, почти что за год до выхода альбома. Сингл одобрили на Альтернативных радиостанциях достигнув первого места на 95bfm топ 95.
Второй сингл из альбома «Young Blood» вышел 7 июля 2010 года, где он дебютировал на первом месте в новозеландском сингл чарте, где он остался там 12 недель.
Третий сингл из альбома «Punching in a Dream» вышел 23 августа 2010 года, достиг одиннадцатого места в Новой Зеландии.
Четвёртый сингл из альбома «Girls Like You» вышел 5 июня 2011 года.
Пятый и последний сингл «No Way» вышел 11 декабря 2011 года.

## Чарты
Альбом дебютировал как номер один в новозеландском чарте 13 сентября 2010.

## Участники записи
- Аарон Шорт — клавиши
- Алиса Хаялит — вокал, клавиши
- Дэвид Бидл — бас-гитара
- Джесс Вуд — ударные
- Том Пауэрс — вокал, электрогитара